# Philadelphion

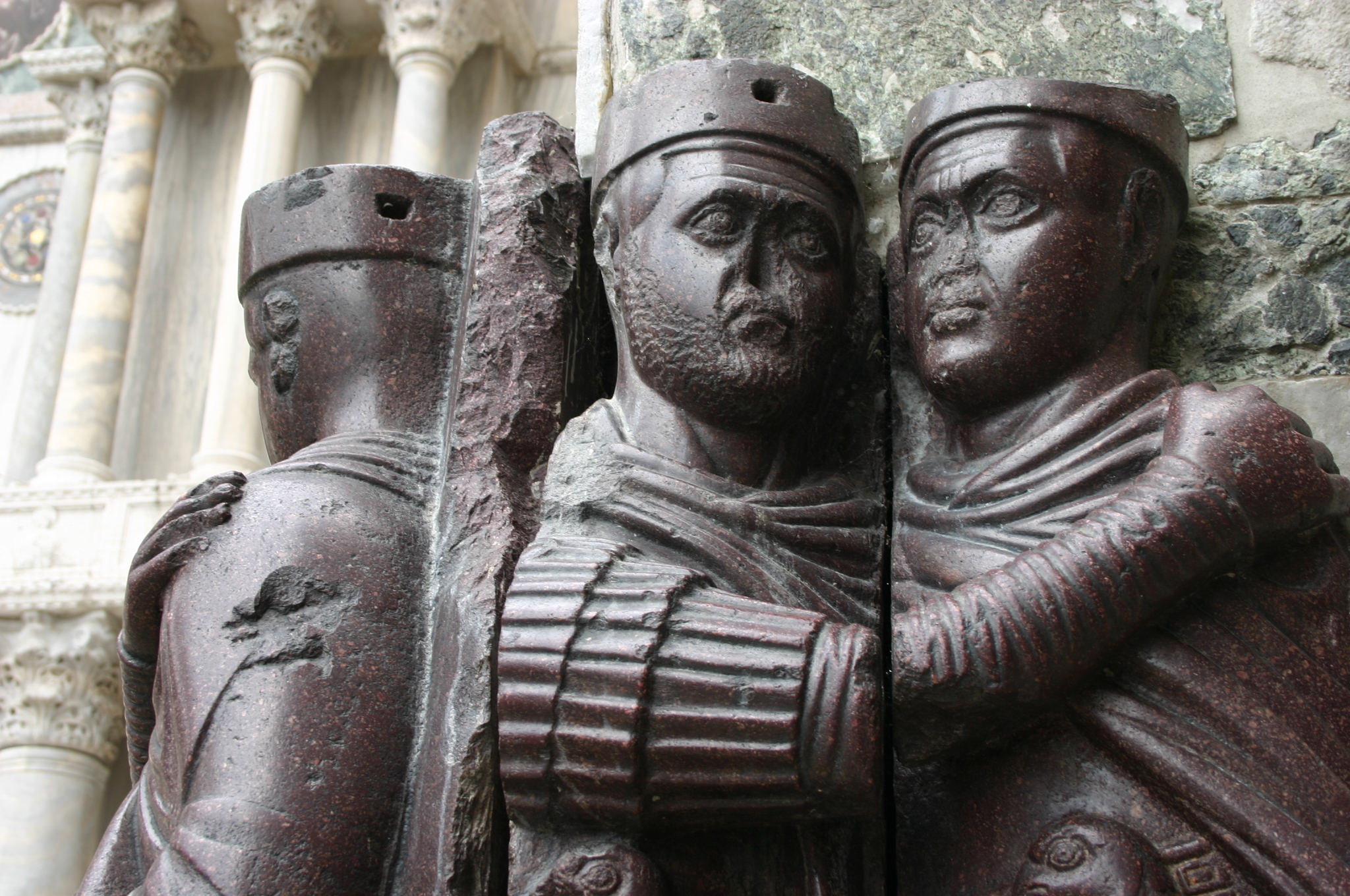
Die Tetrarchen schmückten das Portal des Philadelphion

Das Philadelphion war ein Gebäudekomplex am gleichnamigen Platz (heute Şehzadebaşı) im ehemaligen Konstantinopel. Er beinhaltete ursprünglich auch ein Kapitol.
Der Eingang war mit den Statuengruppen der Tetrarchen geschmückt, die sich heute auf dem Markusplatz in Venedig befinden.
Das Philadelphion lag an der vom Goldenen Tor zur Großen Kirche führenden Hauptstraße Mese zusammen mit anderen mit Ehrenstatuen, Skulpturen und mythologischen Gruppen geschmückten Gebäuden und Plätzen wie dem Augustaion, dem Konstantinsforum (Çemberlitaş), dem Theodosiosforum und dem Arkadiosforum (Aksaray). Am Philadelphion verzweigte sich die Mese in einen südwestlichen Ast zum Goldenen Tor und einen nordwestlichen Ast zum Charisiustor.
Im heutigen Stadtgebiet von Istanbul sind keine archäologischen Reste mehr erkennbar. Die Kenntnis über das Philadelphion beruht auf schriftlichen Aufzeichnungen.